# 玛拉·纳瓦里亚
玛拉·纳瓦里亚（義大利語：Mara Navarria，1985年7月18日—），生于弗留利-威尼斯朱利亚大区乌迪内，意大利女子击剑运动员，主攻重剑。纳瓦里亚原本主攻皮划艇，10岁时开始转项练习击剑。她的丈夫是其体能教练Andrea Lo Coco，两人的儿子在2012年出生。纳瓦里亚在参加2012年伦敦奥运之时已经怀孕，但当时她并不知情。